# Systaria longinqua
Espèce
Systaria longinqua est une espèce d'araignées aranéomorphes de la famille des Miturgidae.

## Distribution
Cette espèce est endémique de la province de Luang Prabang au Laos,. Elle se rencontre dans la grotte Tham Pathok à 373 m d'altitude.

## Description
La femelle holotype mesure 9,9 mm.

## Publication originale
- Jäger, 2018 : On the genus Systaria (Araneae: Clubionidae) in Southeast Asia: new species from caves and forests. Zootaxa, no 4504(4), p. 524-544.